# کوزه بندا
کوزه بندا (به انگلیسی: Kuza Banda) یک شهرک در پاکستان است که در ناحیه بتگرام واقع شده‌است. کوزه بندا ۱٬۴۲۵ متر بالاتر از سطح دریا واقع شده‌است.